# Opel 12/50 PS
L’Opel 12/50 PS est une voiture de la catégorie luxueuse construite par Adam Opel KG de 1927 à 1928 pour succéder au modèle 14/48 PS.

## Historique et technologie
En 1927, Opel a présenté deux modèles pour succéder au modèle 14/48 PS construit pendant de nombreuses années, la 12/50 PS et la plus grande 15/60 PS.
Le moteur était un moteur six cylindres d’une cylindrée de 3 136 cm³ qui produisait 50 ch (37 kW) à 2 800 tr/min. Le moteur à soupapes latérales avait une culasse amovible. Le moteur était alimenté par un seul carburateur de chez Solex ou Zenith. La puissance du moteur était transmise à l’essieu arrière via un embrayage multidisque, une boîte de vitesses manuelle à trois vitesses, un arbre à cardan et un différentiel. La vitesse maximale de la voiture était de 90 km/h.
Le cadre était constitué de profilés en U en acier avec deux poutres longitudinales et cinq poutres transversales. L’essieu avant rigide était suspendu à des ressorts à lames semi-elliptiques, l’essieu arrière était suspendu à des ressorts quart-elliptiques. La grande innovation de la 12/50 PS et de son modèle sœur, la 15/60 PS, était l’utilisation d’amortisseurs. Les quatre roues étaient ralenties par des freins à tambour.
Il y avait trois styles de carrosserie, une voiture de tourisme à sept places, une limousine Pullman quatre portes et un break, ces deux dernières étaient disponibles en versions standard et de luxe.
Fin 1928, la construction de la 12/50 PS est arrêtée. La successeur est l’Opel 3,7 L.